# کری گرین
کری گرین (انگلیسی: Kerri Green؛ زادهٔ ۱۴ ژانویهٔ ۱۹۶۷) یک هنرپیشه اهل ایالات متحده آمریکا است. وی از سال ۱۹۸۵ میلادی تاکنون مشغول فعالیت بوده‌است.
از فیلم‌ها یا مجموعه‌های تلویزیونی که وی در آن‌ها نقش داشته‌است می‌توان به گونیز اشاره نمود.